# St-Pierre-ès-Liens (Colonzelle)

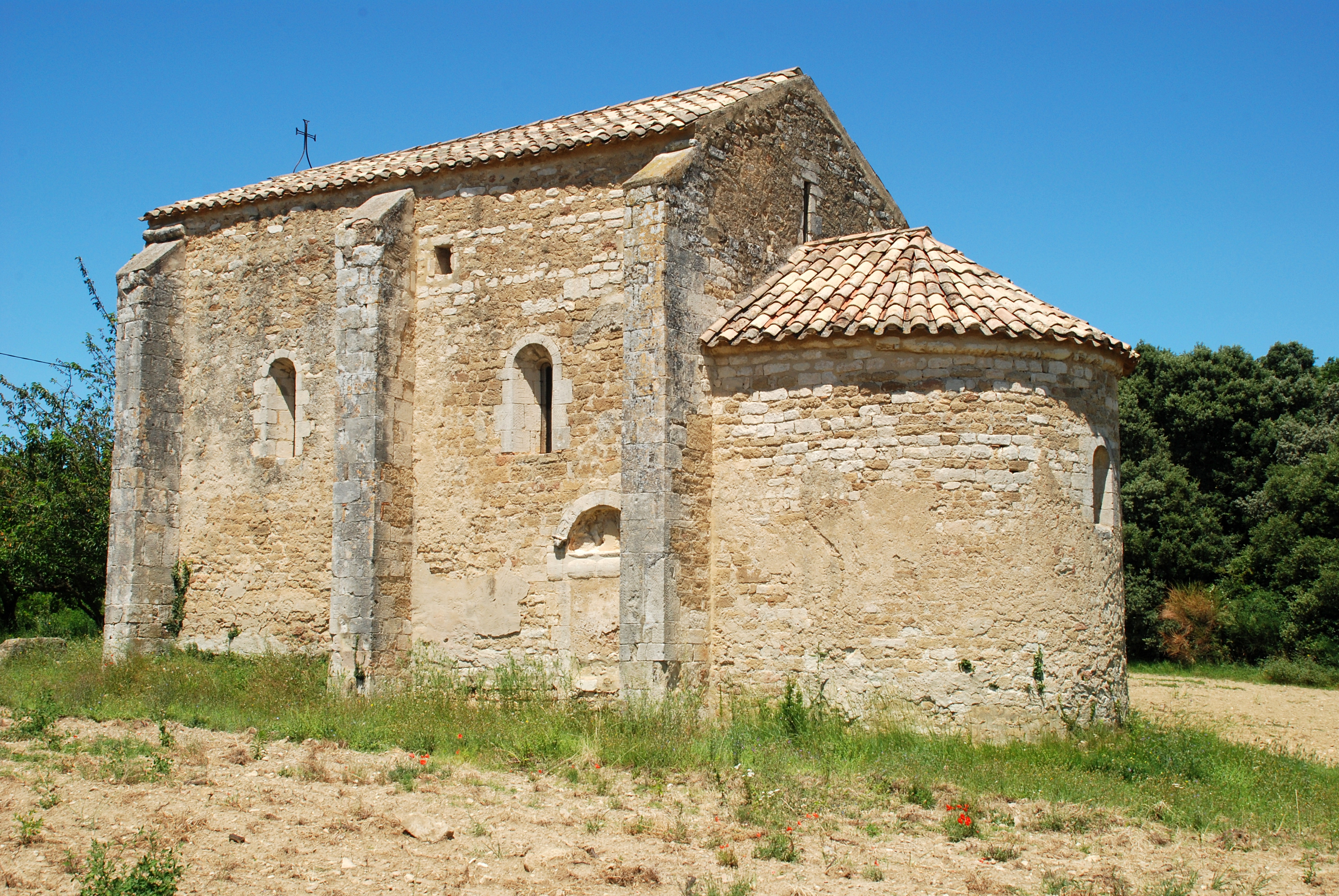
St-Pierre-ès-Liens in Colonzelle

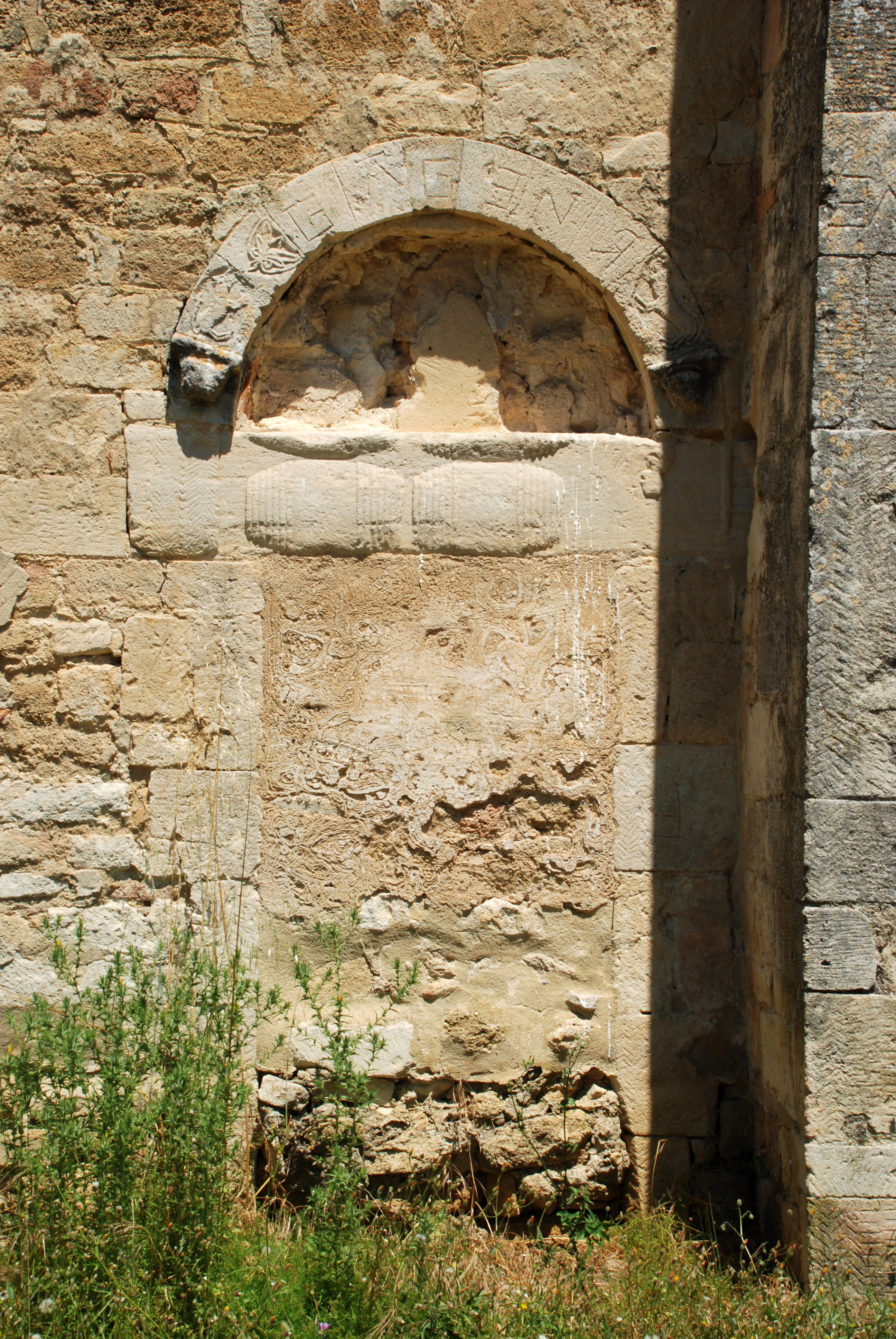
Südportal mit Steinmetzzeichen und Ornamenten

Die katholische Kirche Saint-Pierre-ès-Liens (deutsch St. Peter in Ketten) in Colonzelle, einer französischen Gemeinde im Département Drôme in der Region Auvergne-Rhône-Alpes, wurde in der zweiten Hälfte des 12. Jahrhunderts errichtet. Die Kirche ist seit 2009 ein geschütztes Baudenkmal (Monument historique).

## Geschichte
Die Kirche, dem heiligen Petrus (in Ketten) geweiht, steht einsam in der Landschaft zwischen Colonzelle und Margerie an der D 231. Sie hieß früher Saint-Pierre de Margerie. Die Kirche unterstand zunächst dem Priorat der Abtei Cluny in Pont-Saint-Esprit und kam im 14. Jahrhundert in den Besitz des Bischofs von Saint-Paul-Trois-Châteaux.

## Architektur
Die Kirche besitzt ein Langhaus mit zwei Jochen an das sich ein halbrunder Chor anschließt. Mächtige Strebepfeiler stützen das Kirchenschiff. Der Chor bewahrt noch mittelalterliche Wandmalereien, die unter anderem die Apostel, Jesus der Maria Magdalena erscheint, Daniel in der Löwengrube und die Anbetung der Heiligen Drei Könige darstellen.
Viele Steinmetzzeichen aus Punktmustern, lateinischen Großbuchstaben und geometrischen Figuren umrahmen die Fenster und Türen.

## Südportal
Das heute geschlossene Südportal besitzt ein Tympanon, dessen Medaillon von Reliefs umgeben ist, die an ein Bestiarium erinnern. Der Türsturz besteht aus einem Kalksteinblock, der von einem römischen Grabdenkmal stammt.